# Hans Schön (Agrarwissenschaftler)
Hans Schön (* 16. Februar 1940 in Großensterz, Landkreis Tirschenreuth; † 30. November 2004 in Kranzberg, Landkreis Freising) war ein deutscher Agrarwissenschaftler mit dem Schwerpunkt Landtechnik. Er war Gründungspräsident der Bayerischen Landesanstalt für Landwirtschaft.

## Leben und beruflicher Werdegang
Schön entstammte einer alteingesessenen Bauernfamilie aus der nördlichen Oberpfalz.
Nach einer Landwirtschaftslehre studierte er von 1960 bis 1963 Agrarwissenschaften an der Universität Kiel und der TU München-Weihenstephan. 1969 promovierte er an der Justus-Liebig-Universität Gießen mit der Arbeit Voraussetzungen und Möglichkeiten einer Mechanisierung der Fütterung in Rinderlaufställen, die den Fokus auf tiergerechte Haltungssysteme legte.
Von 1970 bis 1978 war Schön am Lehrstuhl für Landtechnik der TU München-Weihenstephan tätig, wo er maßgebend am Aufbau des Sonderforschungsbereiches 141 der DFG „Produktionstechnik der Rinderhaltung“ beteiligt war.
1978 erhielt er einen Ruf als Leiter des Instituts für Betriebstechnik an der Bundesforschungsanstalt für Landwirtschaft (FAL) in Braunschweig-Völkenrode. 1988 wurde er zum Präsidenten der FAL gewählt.
1990 folgte Schön einem Ruf als ordentlicher Professor auf den Lehrstuhl für Landtechnik an der TU München-Weihenstephan. Gleichzeitig wurde er zum Direktor des gleichnamigen Instituts und zum Vorstand der Bayerischen Landesanstalt für Landtechnik ernannt. Ab 2001 bereitete Schön die Gründung der späteren Bayerischen Landesanstalt für Landwirtschaft (LfL) vor, zu deren Gründungspräsidenten er mit Beginn des Jahres 2003 berufen wurde.
Für seine Verdienste um die Landwirtschaft verlieh ihm die Deutsche Landwirtschafts-Gesellschaft 1988 die Silberne Max-Eyth-Gedenkmünze. 1994 wurde er von der Pannonischen Agraruniversität zum Ehrendoktor berufen. 1968 hatte er den Armand-Blanc-Preis des Weltverbandes für Landtechnik (CIRG) erhalten. Im Jahr 2000 erhielt er die Bayerische Staatsmedaille in Silber.

## Funktionen in wissenschaftlichen Gesellschaften und Kommissionen
Schön war von 1993 bis 2001 Präsident des Kuratoriums für Technik und Bauwesen in der Landwirtschaft (KTBL). Nach 1990 war er Mitglied des Wissenschaftsrates zur Evaluierung und Neukonzeption der Agrarforschung in den neuen Bundesländern.

## Wichtige Forschungsschwerpunkte
- Mechanisierung der Milchviehhaltung in Laufställen unter dem Aspekt tiergerechter Haltungssysteme
- Optimierung des Schleppereinsatzes
- Wassersparende Beregnungsverfahren
- Technologie nachwachsender Rohstoffe und Verwertung biologischer Reststoffe
- Automatisierung des Melkens und der Milchviehhaltung (Melkroboter); 1989 erstmals in Deutschland automatisiertes Melken von Kühen
- Mechanisierungsstrategien in der Landwirtschaft

## Werk
Rund 450 Veröffentlichungen zur Mechanisierung der Landwirtschaft.